# Grace City
Grace City è un centro abitato (city) degli Stati Uniti d'America, situato nella Contea di Foster, nello Stato del Dakota del Nord. Nel censimento del 2000 la popolazione era di 71 abitanti. La città è stata fondata nel 1910.

## Geografia fisica
Secondo i rilevamenti dell'United States Census Bureau, la località di Grace City si estende su una superficie di 1,00 km², tutti occupati da terre.

## Popolazione
Secondo il censimento del 2000, a Grace City vivevano 71 persone, ed erano presenti 17 gruppi familiari. La densità di popolazione era di 69 ab./km². Nel territorio comunale si trovavano 39 unità edificate. Per quanto riguarda la composizione etnica degli abitanti, il 100% era bianco. La popolazione di ogni razza ispanica corrispondeva all'1,41% degli abitanti.
Per quanto riguarda la suddivisione della popolazione in fasce d'età, il 29,6% era al di sotto dei 18, il 9,9% fra i 18 e i 24, il 26,8% fra i 25 e i 44, il 23,9% fra i 45 e i 64, mentre infine il 9,9% era al di sopra dei 65 anni di età. L'età media della popolazione era di 37 anni. Per ogni 100 donne residenti vivevano 86,8 maschi.